# Vänsterpartiet (Frankrike)
För andra betydelser, se Vänsterpartiet (olika betydelser).
Vänsterpartiet (franska: Parti de gauche, PG) är ett demokratiskt socialistiskt politiskt parti i Frankrike. Partiet bildades efter att ledande personer lämnat Socialistiska partiet, och har försökt efterlikna det tyska vänsterpartiet Die Linke som leds av Klaus Ernst. 
I partiets slogan anges partiets ideologiska grundvalar: Ekologism, socialism och republikanism.

## Historia
År 2008 höll franska Socialistpartiet sin 22:a kongress, förlagd i den franska staden Reims. På Reimskongressen förlorade vänstern inom partiet motionsomröstningen. Den vänstermotion som företräddes av Benoît Hamon, med stöd av Henri Emmanuelli, Marie-Noëlle Lienemann, Pierre Larrouturou och Jean-Luc Mélenchon, fick på kongressen bara 18,52 procent av rösterna. Ur omröstningen gick högerfalangens motion, företrädd av Ségolène Royal, gick segrande.
Fem dagar efter kongressen lämnade den tidigare socialistiska senatorn Jean-Luc Mélenchon, tillsammans med nationalförsamlingsledamoten Marc Dolez och tusentals andra ur Socialistpartiet vänsterfalang, partiet i protest för att bilda vänsterpartiet Parti de gauche. Vänsterpartiet bildades tillsammans med MARS-rörelsen (Mouvement pour une Alternative Républicaine et Sociale), Rörelsen för ett republikanskt och socialt alternativ. 
Efter bildandet av partiet har fler ur vänstern inom socialistpartiet lämnat för att ansluta sig till Vänsterpartiet, samt tidigare partipolitiskt obundna och medlemmar från miljöpartiet l'Écologie Les Verts (svenska: De gröna) som följde med nationalförsamlingsledamoten Martine Billard.

## Valresultat

### Val nationalförsamlingen
Vänsterpartiet har ännu inte ställt upp i parlamentsval i Frankrike.

### Europaparlamentet
I valet till Europaparlamentet 2009 erhöll partiet 1 115 021 röster, vilket motsvarade 6,47 procent av valmanskåren och innebar att partiet fick ett mandat i Europaparlamentet, som innehas av Jean-Luc Mélenchon.

### Presidentkandidat

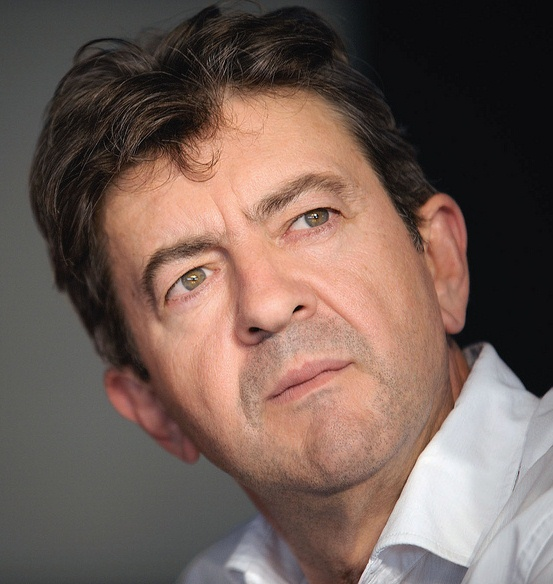
Jean-Luc Mélenchon, ställde upp som fransk presidentkandidat i valet 22 april 2012.

I det franska presidentvalet 2012 var Jean-Luc Mélenchon vänsterns kandidat, och fick stöd av Frankrikes kommunistiska parti. I december hade han stöd av 6 procent av valmanskåren och inför presidentvalets första valomgång visade opinionsmätningar att han nästan tredubblat sitt stöd hos väljarna, till 17 procent av rösterna inför valet. Resultatet från valkvällen gav, enligt tidningen Le Monde, presenterat i Dagens Nyheter, vänsterns kandidat 11,7 procent av väljarnas röster. Socialistiska partiets kandidat François Hollande vann första omgången med 28,8 procent av rösterna. För att få Mélenchon väljares stöd i andra omgången har Hollande lovat att ta med kommunister i regeringen om han vinner.

### Valda representanter
Vänsterpartiet har tre ledamöter i den franska nationalförsamlingen: Marc Dolez, Jacques Desallangre och Martine Billard. Tillsammans bildar det partigruppen Gauche démocrate et républicaine (svenska: Demokratiska och republikanska vänstern). I den franska senaten företräds partiet av Marie-Agnès Labarre och François Autain där de anslutit sig till den kommunistiska partigruppen. I Europaparlamentet representeras partiet av Jean-Luc Mélenchon och ingår i partigruppen Gruppen Europeiska enade vänstern/Nordisk grön vänster.
Därutöver har runt 90 stycken lokala folkvalda politiker samt två fullmäktigeledamöter i Paris anslutit sig till partiet